# Комшије (3. сезона)
Трећа сезона серије Комшије је емитована од 27. фебруара до 15. јуна 2017. године и броји 41 епизоду.

## Опис
Брачни пар Здравковић, Иван и Милица, и даље брину о заједничкој пријатељици Гоци која у њиховој кући очекује порођај. С друге стране, Анчи је прекинула љубавну везу са Чомбетом, што је охрабрило Миланчета да јој се поново удвара. Анчи је љута на свог оца Машана и не жели да разговара са њим након сазнања да је Јела његова ванбрачна ћерка.

## Улоге

### Главне
- Небојша Илић као Иван Здравковић
- Милица Михајловић као Милица Здравковић
- Милутин Мима Караџић као Машан Черовић
- Ања Мит као Анђелија „Анчи” Черовић
- Милош Самолов као Сима Јовановић
- Наташа Марковић као Нада Јовановић
- Оливера Бацић као Јела Бунош

### Епизоде
- Урош Јовчић као Миланче
- Милена Дракулић као Ружа Јовановић
- Немања Лукић као Урош Јовановић
- Страхиња Азарић као Стефан Јовановић
- Маја Шаренац као Јасмина Бунош
- Немања Оливерић као Поштар Миле
- Христина Поповић као Гордана „Гоца” Грга
- Димитрије Лазић као Лука (Лав) Грга
- Дејан Луткић као Психијатар Стојан
- Ђорђе Стојковић као Никола Џомбић
- Душан Матејић као Срђан
- Милица Томашевић као Драгослава
- Горан Јевтић као Боб Станковић
- Славен Дошло као Михајло
- Андријана Оливерић као Ранка

## Епизоде
| Бр. у сезони | Бр. у серији | Назив                           | Редитељ       | Сценариста                          | Пpемијерно емитовање |
| --- | ------------ | ------------------------------- | ------------- | ----------------------------------- | -------------------- |
| 1 | 26           | Уклети и проклети               | Милан Караџић | Владимир Ђурђевић                   | 27. фебруар 2017.    |
| Брачни пар Здравковић, Иван и Милица, и даље брину о заједничкој пријатељици Гоци која у њиховој кући очекује порођај. С' друге стране, Анчи је прекинула љубавну везу са Чомбетом, што је охрабрило Миланчета да јој се поново удвара. Анчи је љута на свог оца Машана и не жели да разговара са њим након сазнања да је Јела његова ванбрачна ћерка.                                                                                           |              |                                 |               |                                     |                      |
| 2 | 27           | Чија је беба?                   | Милан Караџић | Владимир Ђурђевић и Маријана Арацки | 28. фебруар 2017.    |
| Милица је изразила жељу да Гоца остане код њих да живи кад се породи, али Иван се томе оштро противи и жели да Гоца оде кад се породи. Међутим, Гоци никако да крену трудови. Иван пита Наду због чега је то, а она му одговара де је то можда дело неке враџбине. С' друге стране, поштар Миле доноси Јовановићима писмо од непознатог пошиљаоца, али ни Сима ни Нада не желе да га приме.                                                      |              |                                 |               |                                     |                      |
| 3 | 28           | Циљеви                          | Милан Караџић | Владимир Ђурђевић                   | 2. март 2017.        |
| Иван је покушао да сазна нешто више о Гоцином „зачепљивању” од газдарице Јасмине, али му је она одговорила да њему треба психијатар. Поштар Миле и даље покушава да уручи Јовановићима писмо од непознатог пошиљаоца. С' друге стране, Милица ће помислити да је Иван вара када га ухвати у чудном положају са Анчи. |              |                                 |               |                                     |                      |
| 4 | 29           | Кад крене, кренуло је           | Милан Караџић | Владимир Ђурђевић                   | 6. март 2017.        |
| Током једне свађе са Милетом, Гоци је кренуо порођај, па су позвали Машана да је вози у болницу. С' друге стране, Нада разговара са ћерком о женским стварима, Машан жели да Гоцин син носи његово презиме и да се зове Лука, по његовом покојном стрицу, а Анчи се најзад помирила са Машаном и не смета јој Јела. |              |                                 |               |                                     |                      |
| 5 | 30           | Родио се син, мали господин     | Милан Караџић | Владимир Ђурђевић                   | 7. март 2017.        |
| Гоца се породила и Иван обавештава Милета да је добио сина. Миле је потајно ван себе од среће. С' друге стране, Миле је успео да фалсификованим Симиним потписом уручи писмо Јовановићима из Беча у коме пише да Сима мора на оставинску расправу јер је једини законити наследник, а Јели почиње да се свиђа момак који је доставио пића у кафану. Миле саветује Миланчета да је требало да освоји Јелу уместо што је цело време трчао за Анчи. |              |                                 |               |                                     |                      |
| 6 | 31           | Наследство                      | Милан Караџић | Владимир Ђурђевић                   | 13. март 2017.       |
| Јовановићи су добили добро наследство од Симине покојне тетке, али пазе, јер о томе нико у селу не сме да зна. Гоца се вратила из породилишта са бебом којој још није дала име. С' друге стране, Анчи и даље координира преко Ивана Машану у вези својих одлазака ноћу на посао у клуб. |              |                                 |               |                                     |                      |
| 7 | 32           | Породица на окупу               | Милан Караџић | Владимир Ђурђевић и Маријана Арацки | 14. март 2017.       |
| Гоца је дала сину име Лав. Када је сазнао од Средоја додатне податке о детету, Миле је отишао да види бебу. Машан је позвао Јелу код себе на ручак, што је она прихватила, С' друге стране, Иван и Сима су били гости на Анчином наступу у клубу. |              |                                 |               |                                     |                      |
| 8 | 33           | Сеоске перверзије               | Милан Караџић | Владимир Ђурђевић и Маријана Арацки | 20. март 2017.       |
| Иван је почео да иде на терапије код психотерапеута ког му је мајка нашла, а Гоца саветује Милицу да овог пута наслика Викторов акт. С' друге стране, Сима је открио где је био са Иваном и кога су гледали. |              |                                 |               |                                     |                      |
| 9 | 34           | Акт                             | Милан Караџић | Владимир Ђурђевић                   | 21. март 2017.       |
| Иван Здравковић одлази код психијатра који би требало да му помогне да разреши свој проблем са заљубљеношћу у знатно млађу Анчи. Да би терапија била потпуно успешна у њој мора да учествује и Иванова супруга Милица. С' друге стране, Гордана наговара Милицу да се заводнички понаша према младом моделу Виктору који је донео немир међу жене у кући Здравковића. Милица би заправо желела да се што пре помири с Иваном.                    |              |                                 |               |                                     |                      |
| 10 | 35           | Акт искрености                  | Милан Караџић | Владимир Ђурђевић                   | 23. март 2017.       |
| Иван и Милица су заједно отишли код психијатра Стојана на разговор. Нада је испричала Сими шта је видела у кући Здравковића, па јој је Сима забранио да иде код њих кад је Виктор тамо. С' друге стране, Миланче је открио Анчину тајну. |              |                                 |               |                                     |                      |
| 11 | 36           | Случај нестале коверте          | Милан Караџић | Владимир Ђурђевић                   | 27. март 2017.       |
| Нада и Сима су приметили да је коверта са наследством од тетке нестала из фиоке у коју су је сакрили и зато испитују децу да ли нешто знају, али они се праве да не знају. Међутим, млађи син Урош се сетио да је само Миле свраћао и то без куцања. С' друге стране, Јела је била на доручку код Машана и Анчи, а Милица и Иван су отишли код психијатра Стојана да му кажу да су се помирили.                                                  |              |                                 |               |                                     |                      |
| 12 | 37           | Ухватите лопова                 | Милан Караџић | Владимир Ђурђевић                   | 28. март 2017.       |
| Јела чува Гоцину бебу. Код Јеле долази младић, Срђан који јој се допада. За то време Гоца код Машана покуша да дође до Лукиног тајног дневника који Машан крије. Сима и Нада пријаве поштара Милета полицији сумњајући да им је украо новац из куће. Полиција обилази комшилук испитујући ко би још могао бити осумњичен као лопов. Милица тражи од Гоце да се не меша више у њен брак са Иваном.                                                |              |                                 |               |                                     |                      |
| 13 | 38           | Хапшење                         | Милан Караџић | Владимир Ђурђевић                   | 30. март 2017.       |
| Сима и Нада су позвали Милета на вечеру и онда су га везали за столицу. Машан је касније бануо с' пушком. Недуго после њега долазе инспектор и још два полицајца и хапсе Милета, али Симина и Надина деца су уверена да Миле није украо новац. |              |                                 |               |                                     |                      |
| 14 | 39           | Мистерија је решена             | Милан Караџић | Владимир Ђурђевић                   | 3. април 2017.       |
| Стефан, Ружа и Урош су открили шта се десило са ковертом. Испало је да је пала иза фиоке. С' друге стране, Гоца је организовала протест за пуштање Милета, иако је он у међувремену пуштен, а Стојан долази код Здравковића да поразговара и са њима и са Гоцом и Анчи, а Анчи мисли да се више не свиђа Миланчету. |              |                                 |               |                                     |                      |
| 15 | 40           | Психијатар и протест            | Милан Караџић | Владимир Ђурђевић                   | 4. април 2017.       |
| У току сеансе која је одржана код Здравковић и на којој је као гошћа била и Анчи открило се ко је у ствари ангажовао Стојана да помаже Ивану и Милици. С' друге стране, Гоца наставља организацију протеста и доводи своју другарицу новинарку и њену екипу у кућу Здравковића, а Миле је био на вечери код Симе и Наде. |              |                                 |               |                                     |                      |
| 16 | 41           | Емисија                         | Милан Караџић | Владимир Ђурђевић                   | 6. април 2017.       |
| Емисија о неправди нанетој Милету се емитује уживо из куће Здравковића. Гости у емисији, поред Милета и Гордане, су и Машан, Анчи и Јела. Машан прича како је „спасио” Милета од Јовановића, а Анчи и Јела о својим личним проблемима. |              |                                 |               |                                     |                      |
| 17 | 42           | Емисија се наставља -I део-     | Милан Караџић | Владимир Ђурђевић                   | 10. април 2017.      |
| Након што им је неко циглом разбио прозор, Нада зове новинаре који су снимали емисију о Милету код Здравковића код Симе и ње кући. Гости у тој емисији ће између бити Миле и Иван. С' друге стране, Јела се посвађала са мајком и преспавала је код Машана и Анчи. |              |                                 |               |                                     |                      |
| 18 | 43           | Емисија се наставља -II део-    | Милан Караџић | Владимир Ђурђевић                   | 11. април 2017.      |
| Емисија која се емитовала из Симине и Надина куће је доживела невероватан обрт, након што је Гоца упала и посвађала се са водитељком, и својом другарицом, Кристином. С' друге стране, Јела и даље наставља да „кампује” код Машана и Анчи, а Миланче обећава Јасмини да ће да поразговара са њом. |              |                                 |               |                                     |                      |
| 19 | 44           | Проблем са дететом              | Милан Караџић | Владимир Ђурђевић                   | 17. април 2017.      |
| Иван и Милица имају проблем. Наиме, Гоцина беба сат времена плаче и они не могу да спавају. Зато су се обратили за помоћ Машану, Нади, Сими и Милету, али тек кад је бебу у руке узео Иван она је заспала. С' друге стране, Анчи је упознала сина једног имућног господина у клубу где ради. |              |                                 |               |                                     |                      |
| 20 | 45           | Кад Гоце нема                   | Милан Караџић | Владимир Ђурђевић                   | 24. април 2017.      |
| Милица је тужна јер је Гоца отишла са бебом на три дана у Београд. С' друге стране, Анчи је замолила Ивана да јој глуми оца кад дође Никола, али Иван ће морати да објасни Милици шта се дешава кад се она врати из куповине, а Сима и Нада одлучују да изграде собу за једно дете - али које? |              |                                 |               |                                     |                      |
| 21 | 46           | Љубавни живот младог Јовановића | Милан Караџић | Владимир Ђурђевић                   | 25. април 2017.      |
| Стефан је отишао на пиће са другарицом (можда девојком) и позајмио је Симин ауто, а да Сима и Нада то нису знали. Збрка настаје када се Стефан не врати после 2 сата кући, па Hада позива бога у помоћ. Међутим, све ће се разрешити брзо кад сазнају да је Стефан упао колима у блато на Дунаву. С' друге стране, Миланче је видео Јелиног Срђана у клубу у ком Анчи ради.                                                                      |              |                                 |               |                                     |                      |
| 22 | 47           | Кад Милета нема                 | Милан Караџић | Владимир Ђурђевић                   | 1. мај 2017.         |
| Јасмина је забринута јер Милета нема већ два дана у селу, а кад од Милице сазна да је Гоца већ два дана у Београду, помислиће да се нешто дешава између Милета и ње. С' друге стране, Анчи се саветује са Иваном око Николе. |              |                                 |               |                                     |                      |
| 23 | 48           | Пословни план                   | Милан Караџић | Владимир Ђурђевић                   | 2. мај 2017.         |
| У Надином одсуству, у кућу Јовановића је дошла Драгослава, пословна планерка која је Сими објаснила како да води посао са пластиком. С' друге стране, Гоца се вратила у кућу Здравковића, а Миле је открио што га није било два дана. |              |                                 |               |                                     |                      |
| 24 | 49           | Филм                            | Милан Караџић | Владимир Ђурђевић                   | 8. мај 2017.         |
| Гоца нуди Милету да глуми у филму о уклетој кући који ће се снимати код Здравковића у замену да се он одрекне старатељства нада дететом. С' друге стране Стефан разговара са Симом о прављењу журке у кући. |              |                                 |               |                                     |                      |
| 25 | 50           | Журка!                          | Милан Караџић | Владимир Ђурђевић                   | 9. мај 2017.         |
| Сима покушава да отвори фабрику за производњу пластике. Није баш сигуран какве су његове пословне способности, али га у том подухвату подржава Драгослава, девојка која се бави рачуноводством. Драгослава изађе са Симом у кафану, а за то време његова деца организују журку која се после извесног времена отме контроли. |              |                                 |               |                                     |                      |
| 26 | 51           | Дан после журке                 | Милан Караџић | Владимир Ђурђевић                   | 11. мај 2017.        |
| Анчи се повредила приликом једног наступа у ноћном бару. Момак којем се она допада, Никола, наговара је да престане да се бави тим послом. Никола хоће да упозна Анчиног оца, али она сматра да још увек није време за то. Нада се вратила кући после посете родбини. Критикује Симу што је ишао у кафану са Драгославом и није водио рачуна о деци. Иван и Милица очекују долазак филмске екипе у њихову кућу.                                  |              |                                 |               |                                     |                      |
| 27 | 52           | Договор, диплома и филм         | Милан Караџић | Владимир Ђурђевић                   | 15. мај 2017.        |
| Миланче говори Јели како има договор са Милетом уз помоћ кога ће да смува Драгославу, Никола долази да се упозна са Машаном и говори му како уз његову дозволу може да погура добијање дипломе за Анчи, а у кућу Здравковића су дошли редитељ Боб Станковић и Мелиса Греј да се договоре око места снимања филма. |              |                                 |               |                                     |                      |
| 28 | 53           | Шаролики ликови                 | Милан Караџић | Владимир Ђурђевић                   | 16. мај 2017.        |
| Редитељ Боб хоће да остане неколико дана код Здравковића да би се што боље припремио за снимање филма. Намерава да снима и у подруму њихове куће. Никола саопштава Анчи да је видео Машана у ноћном клубу у којем она игра. Анчи је љута на Николу. Сматра да он измишља само зато да би је одвојио од онога што јој се допада да ради - да игра пред публиком у ноћном клубу.                                                                   |              |                                 |               |                                     |                      |
| 29 | 54           | Невероватни избор глумаца       | Милан Караџић | Владимир Ђурђевић                   | 18. мај 2017.        |
| Боб након посете Симиној кући одлази код Машана и тамо проводи неко време у пријатељском разговору. Вративши се у кућу Здравковића, он започиње избор глумаца на који су први стигли Сима, Машан и Миле. |              |                                 |               |                                     |                      |
| 30 | 55           | Тајне са аудиције               | Милан Караџић | Владимир Ђурђевић                   | 22. мај 2017.        |
| Иван је разговарао одвојено са Милетом, Симом и Машаном и говорио им је зашто су друга двојица (у Милетовом случају Сима и Машан, у Симином Миле и Машан, а у Машановом Миле и Сима) примљени да играју у филму. Такође је наговорио и Анчи и Јелу да дођу на аудицију. |              |                                 |               |                                     |                      |
| 31 | 56           | Кад аудиција постане хаос       | Милан Караџић | Владимир Ђурђевић                   | 23. мај 2017.        |
| Аудиција одједном постаје хаос након кулминације између Машана, Милета, Симе и Миланчета због разговора са Иваном. Боб после тога бежи у Америку и прекида сваки спој са Гоцом. |              |                                 |               |                                     |                      |
| 32 | 57           | Брод који тоне                  | Милан Караџић | Владимир Ђурђевић                   | 25. мај 2017.        |
| Драгослава и Дајана не желе да чују за Симу и Машана, али Иван успева да убеди Драгославу да се нађе са Симом. Након расправе испред кафане, Јелу напушта Срђан. Када су откриле ко је одговоран за џумбус на аудицији, Милица и Гордана одлазе за Београд. |              |                                 |               |                                     |                      |
| 33 | 58           | Потпуни распад                  | Милан Караџић | Владимир Ђурђевић                   | 29. мај 2017.        |
| Односи у селу су потпуно кренули да се распадају. Наиме, Нада је напустила Симу и одвела децу са собом и преселила се код Ивана у кућу. Јасмина је избацила Милета, па је и он дошао код Ивана у кућу. Анчи је последњи радни дан у клубу. |              |                                 |               |                                     |                      |
| 34 | 59           | Проблеми, проблеми, проблеми... | Милан Караџић | Владимир Ђурђевић                   | 30. мај 2017.        |
| Сима има проблем са Драгославом коју не може да добије јер стално добија непостојећи број који му је она дала па позива Ивана у помоћ. Са друге стране, Машан има проблем па и он позива Ивана у помоћ. Нада одлази у Пожаревац на три дана. |              |                                 |               |                                     |                      |
| 35 | 60           | Опљачкани                       | Милан Караџић | Владимир Ђурђевић                   | 1. јун 2017.         |
| Нада се вратила и открила да је код Ивана журка и поизбацивала је децу напоље, а један од гостију је док она није гледала украо Иванову виолину. Са друге стране, у Симиној кући, Иван и Миле схватају да је Драгослава њега покрала и збрисала. |              |                                 |               |                                     |                      |
| 36 | 61           | Случај нестале виолине          | Милан Караџић | Владимир Ђурђевић                   | 5. јун 2017.         |
| Иван открива да му је виолина украдена и покреће "операцију" враћања. У међувремену, Нада не одустаје од тога да са децом оде за Пожаревац, али када је деца одбију, она говори да остаје код Ивана док се Симин новац не врати, а Иван говори да ће се Сими новац вратити чим он добије своју виолину назад. Анчи добија веренички прстен. |              |                                 |               |                                     |                      |
| 37 | 62           | Ратници подземља                | Милан Караџић | Владимир Ђурђевић                   | 6. јун 2017.         |
| Иван уз помоћ Машана и Симе креће да се "обрачуна" са мангупима који су му украли виолину, и успева да је поврати, док Срђан креће да се обрачуна са фотографом Михајлом због Јеле. Николин отац Бата Џомбић хоће да упозна Анчи. |              |                                 |               |                                     |                      |
| 38 | 63           | Нова жена                       | Милан Караџић | Владимир Ђурђевић                   | 8. јун 2017.         |
| Иван наговара Наду да се врати са децом код Симе. Нада би се вратила ако би Сима успео да дође до 10.000 евра које је дао Драгослави. Поштанска службеница Ранка се све више усељава у Иванову кућу - користи прилику док је његова супруга, Милица, у Београду. Када се Милица врати, Иван се обрадује јер је то начин да се ослободи Ранке. Јела се заљубила у фотографа Михајла и спрема се да оде са њим на пут у иностранство.              |              |                                 |               |                                     |                      |
| 39 | 64           | Операција „Драгослава”          | Милан Караџић | Владимир Ђурђевић                   | 12. јун 2017.        |
| Иван спроводи у дело операцију „Драгослава” коју је сам осмислио да би Сими вратио новац који му је Драгослава узела. Анчи упознаје Николиног оца Бату, који јој нуди велики новац да се не уда за његовог сина. Михајло саопштава Јели да мора да среди неке породичне ствари и да га неће бити месец дана. |              |                                 |               |                                     |                      |
| 40 | 65           | Љубав и други злочини           | Милан Караџић | Владимир Ђурђевић                   | 13. јун 2017.        |
| Иван је успео да помири Наду и Симу и Нада и деца су се вратила кући. Након краће свађе са Милицом, он одлази у собу одакле га отима Ранка. Милица покушава да пријави нестанак полицији. Миле је запросио Јасмину. |              |                                 |               |                                     |                      |
| 41 | 66           | Све је добро што се добро сврши | Милан Караџић | Владимир Ђурђевић                   | 15. јун 2017.        |
| Гоца и Машан спашавају Ивана из „канџи” Ранке и он се враћа кући, а Милици говори да је био у кафани. С' друге стране, Миле у „Пустолову” проси Јасмину и тамо на прославу долазе неке Милетове љубавнице и Гоца. |              |                                 |               |                                     |                      |